# 個別避難計画
個別避難計画（こべつひなんけいかく）とは、災害対策基本法に基づき、高齢者や障害者等の避難行動要支援者一人ひとりの状況に合わせ、支援者、避難先、必要な配慮などを記載した個別の避難行動計画。
災害対策基本法において、「避難行動要支援者ごとに当該避難行動要支援者について避難支援等を実施するための計画」と定義されている。

## 関連法令
- 災害対策基本法

## ガイドライン
- 避難行動要支援者の避難行動支援に関すること（内閣府）